# Sopo Nischaradse

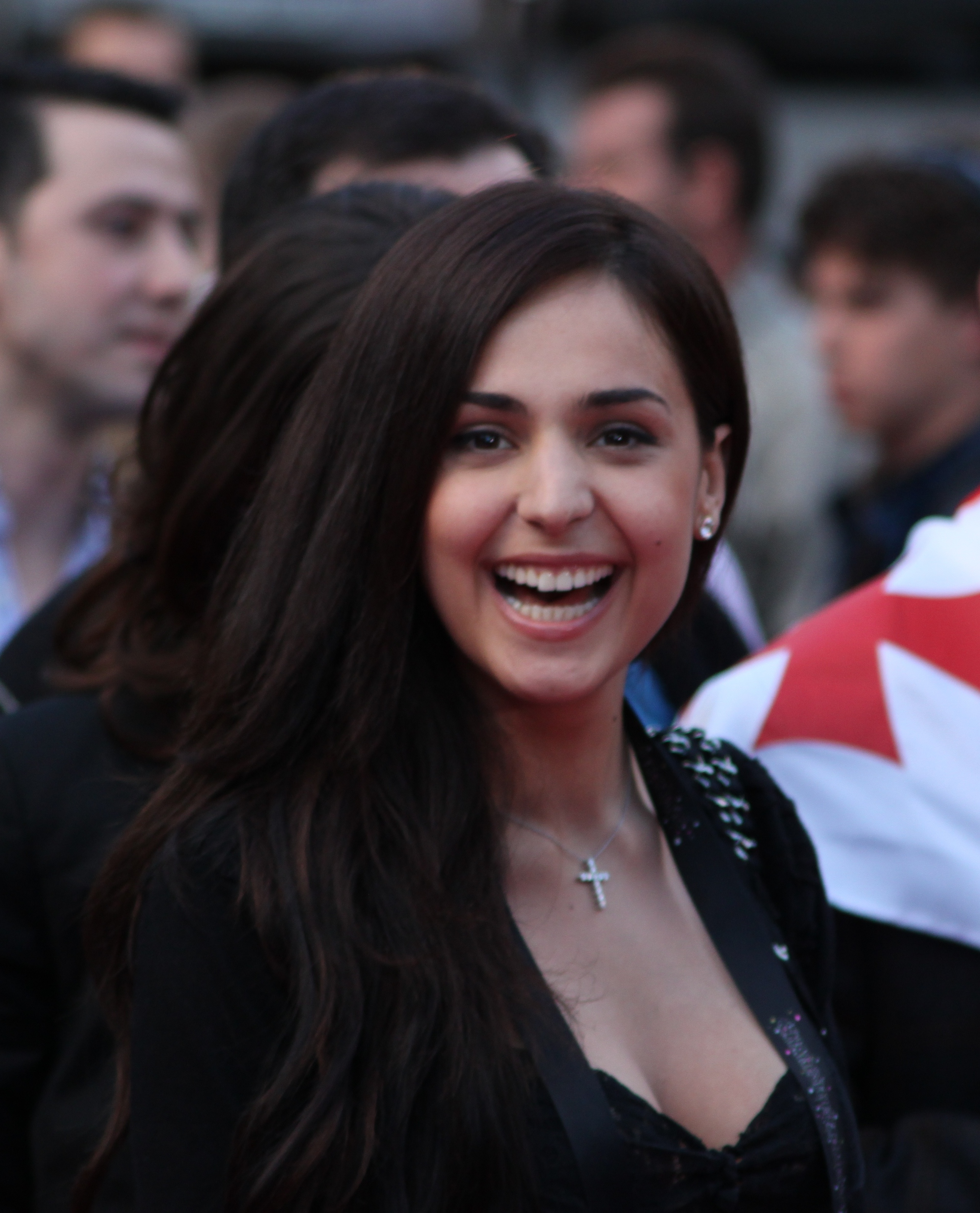
Sopo Nischaradse (2010)

Sopo Nischaradse (georgisch სოფო ნიჟარაძე [sɔpʰɔ niʒɑrɑdzɛ]; * 6. Februar 1985 in Tiflis) ist eine georgische Schauspielerin und Songwriterin. Sie vertrat Georgien im Eurovision Song Contest 2010.

## Leben

### Jugend und Studium
Unterstützt von ihrer Mutter begann sie in frühester Jugend mit Kunstgesang. Später studierte sie Klavier und Gesang am Staatlichen Konservatorium in Tiflis, schloss dort mit Auszeichnung ab. Anschließend absolvierte sie eine Ausbildung am Theater der Künste (ATIS) und an der Akademie für Musik (GNESINY), wo sie ihre Abschlussprüfung ebenfalls mit Auszeichnung ablegte.

### Musikalische Karriere
Im Alter von drei Jahren betrat sie erstmals singend eine Bühne. 1993 wurde sie von Jasung Kachidse, einem bekannten georgischen Dirigenten und Filmmusik-Komponisten, eingeladen, sich dem Kinder Musikstudio anzuschließen, wo sie in einigen Aufführungen und TV-Shows die erste Stimme sang. 1997 fiel sie dem französischen Journalisten Bernard Pivot auf, als sie in der französischen Botschaft mit Sous le ciel de Paris auftrat.
Mit 17 Jahren hatte sie verschiedene Gesangswettbewerbe gewonnen, darunter „Bravo, Bravissimo!“ in der Mini Scala (Italien), die „Kristallene Note“ (Moskau, Russland) die „Kristallene Föhre“ (Bordschomi, Georgien). Zudem hatte sie an Festivals in Russland, der Türkei, Italien, Lettland und Georgien teilgenommen und erste Hauptrollen in Musicals wie Romeo und Julia übernommen.
2003 zog sie nach Moskau. Ein Jahr später übernahm sie die Hauptrolle in der russischen Aufführung eines Musicals von Gérard Presgurvic im Operetten-Theater. 2005 stand sie im Finale des New Wave Festivals in Jūrmala, Lettland. Infolge der militärischen Auseinandersetzungen zwischen Russland und Georgien im Kaukasus-Konflikt 2008 kehrte sie nach Georgien zurück.

### Eurovision Song Contest 2010
Am 27. Februar 2010 wurde Nischaradse in einem internen Wettbewerb des Öffentlichen Rundfunks Georgiens für die Teilnahme am Eurovision Song Contest ausgewählt. Für ihren Song wählte eine Jury aus 100 eingesandten Titeln sechs für einen nationalen Wettbewerb aus. Die Ballade Shine (dt. Leuchte), komponiert und getextet von Hanne Sørvaag, Harry Sommerdahl und Christian Leuzzi, wurde in einer öffentlichen Veranstaltung in der Even-Halle in Tiflis auf den ersten Platz gewählt. Das Lied soll zuvor Céline Dion angeboten worden sein. Am 27. Mai 2010 war sie im zweiten ESC-Halbfinale in Oslo vertreten und erreichte das zwei Tage später stattfindende Finale. Dort belegte sie den neunten Platz.
2011 verlas Nischaradse die georgische Punktevergabe für den Eurovision Song Contest 2011 in Düsseldorf.
2014 erschien ihr zweites Album We Are All.